# Aethaloperca rogaa

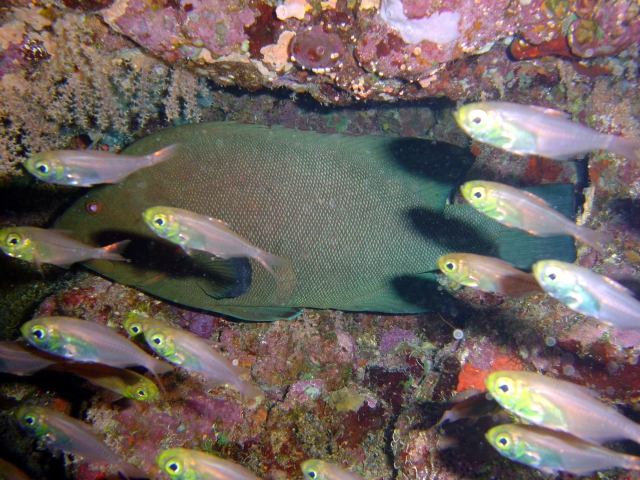

Aethaloperca rogaa, conosciuta maggiormente come cernia bocca rossa o cernia soldato, è un pesce d'acqua salata, unica specie del genere Aethaloperca, appartenente alla famiglia Serranidae.

## Distribuzione e habitat
È diffuso nelle regioni tropicali degli oceani Indiano e Pacifico. Vive nei pressi dei reef ma anche su fondi molli; è particolarmente frequente nei pressi delle isole.

## Caratteristiche
È simile alle cernie ma con corpo più alto, il colore è bruno-nero, in genere molto scuro. L'interno della bocca è di colore rosso vivo. I giovani sono bluastri con un bordo bianco sulla pinna caudale.
Si nutre di piccoli pesci e di crostacei bentonici; per quanto riguarda la riproduzione, essa avviene durante tutto l'anno.